# Cordia curbeloi
Cordia curbeloi là loài thực vật có hoa trong họ Mồ hôi. Loài này được Alain mô tả khoa học đầu tiên năm 1956.